# Vasca da bagno

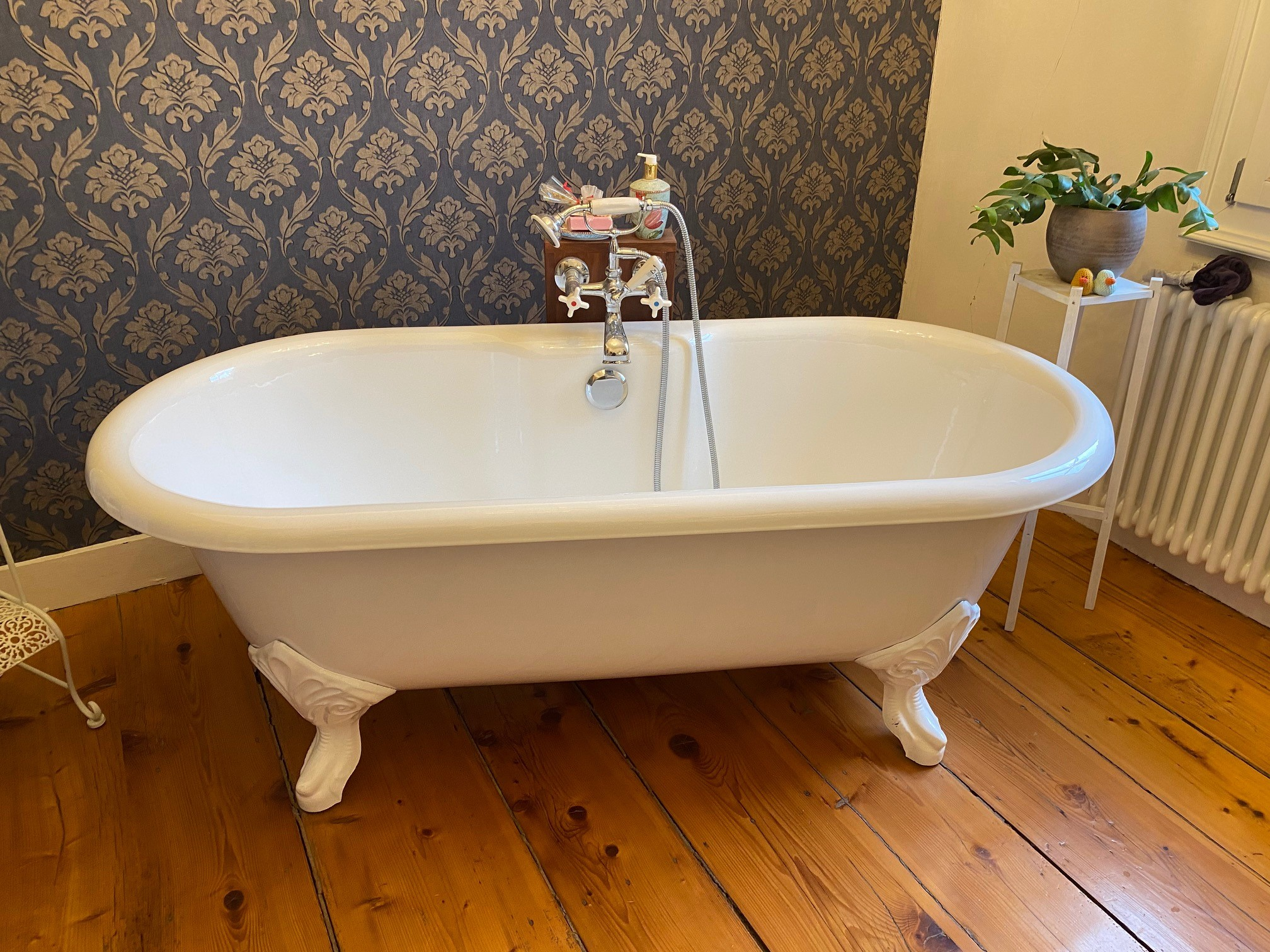
Una vasca da bagno

Una vasca da bagno è un recipiente destinato ad essere riempito di acqua per fare un bagno.

## Storia

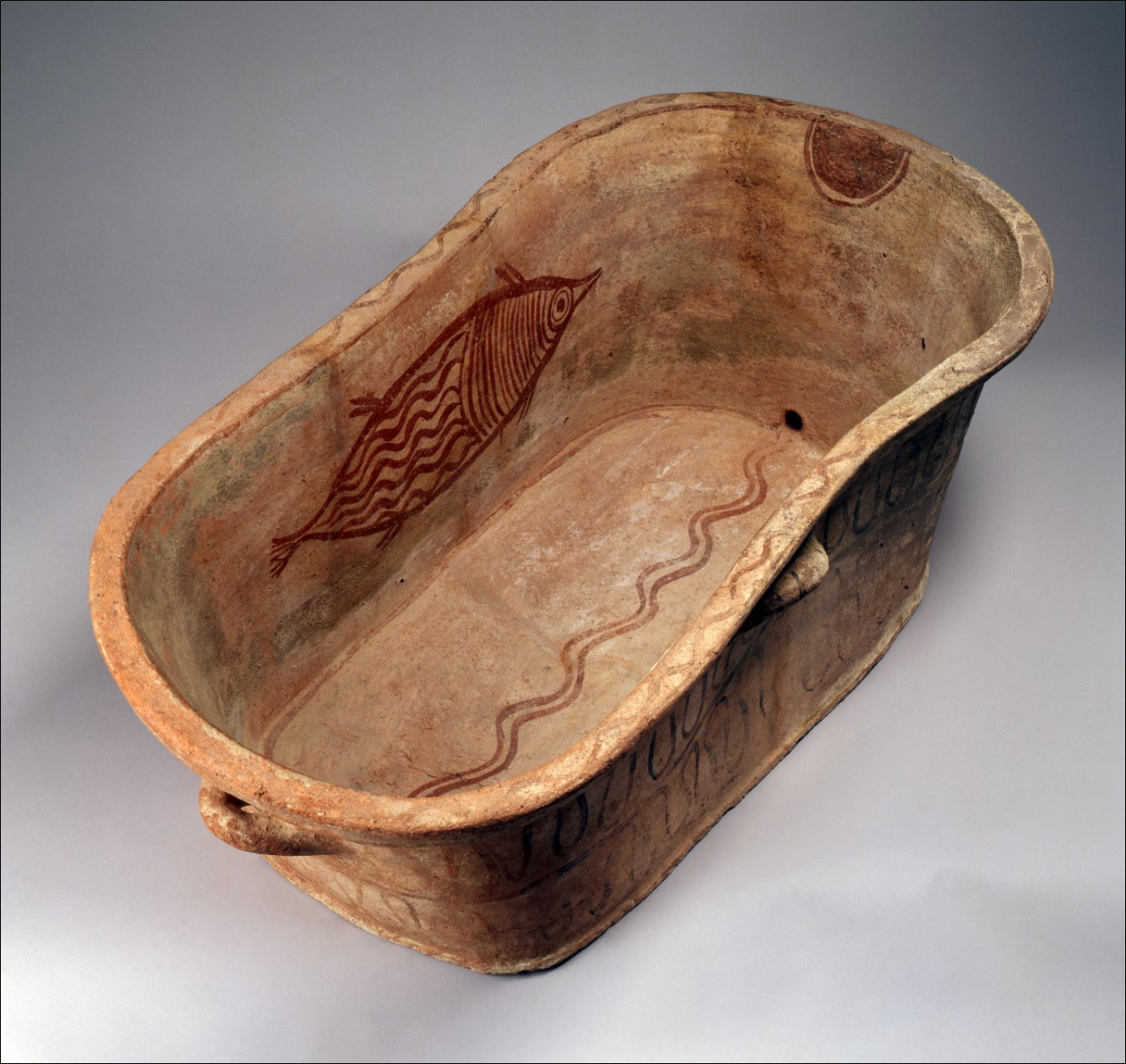
Vasca da bagno dell'antica Grecia (XIV a.C.).

I greci e i romani nell'antichità utilizzavano già delle vasche da bagno in pietra o in metallo. Il loro peso variava da 25 kg per quelle in zinco a 130 per quelle in ghisa smaltata.
La vasca da bagno in legno fece la sua apparizione nel Medioevo, ma risultava molto rudimentale e poco confortevole. Certe cure termali utilizzavano vasche per cure individuali in immersione. Si trovano questi tipi di vasche soprattutto negli edifici antichi.
L'uso giornaliero della vasca da bagno attualmente non è consigliato a causa del consumo di acqua, e, soprattutto in Occidente, dove lo stile di vita è più frenetico, la vasca ha spesso lasciato il posto alla doccia, che consente di risparmiare tempo e quantità d'acqua utilizzata.

## Stili e materiali
Si possono raggruppare due tipologie di vasca in base alla posizione assunta dall'utilizzatore: 
1. seduto, con sedile o meno, forme circolari e profonde, più comuni nei paesi dell'Est
2. sdraiato, con forme allungate e meno profonde, più comuni in Occidente.

La vasca di legno rimane molto utilizzata in Asia. Le vasche attuali sono costruite in ghisa, acciaio smaltato e in plastica (polimetilmetacrilato) accoppiato a vetroresina, corian. L'utilizzo di nuovi materiali e la diffusione della vasca hanno permesso dalla fine del XX secolo la commercializzazione di forme e dimensioni molto diverse da quelle tradizionali.

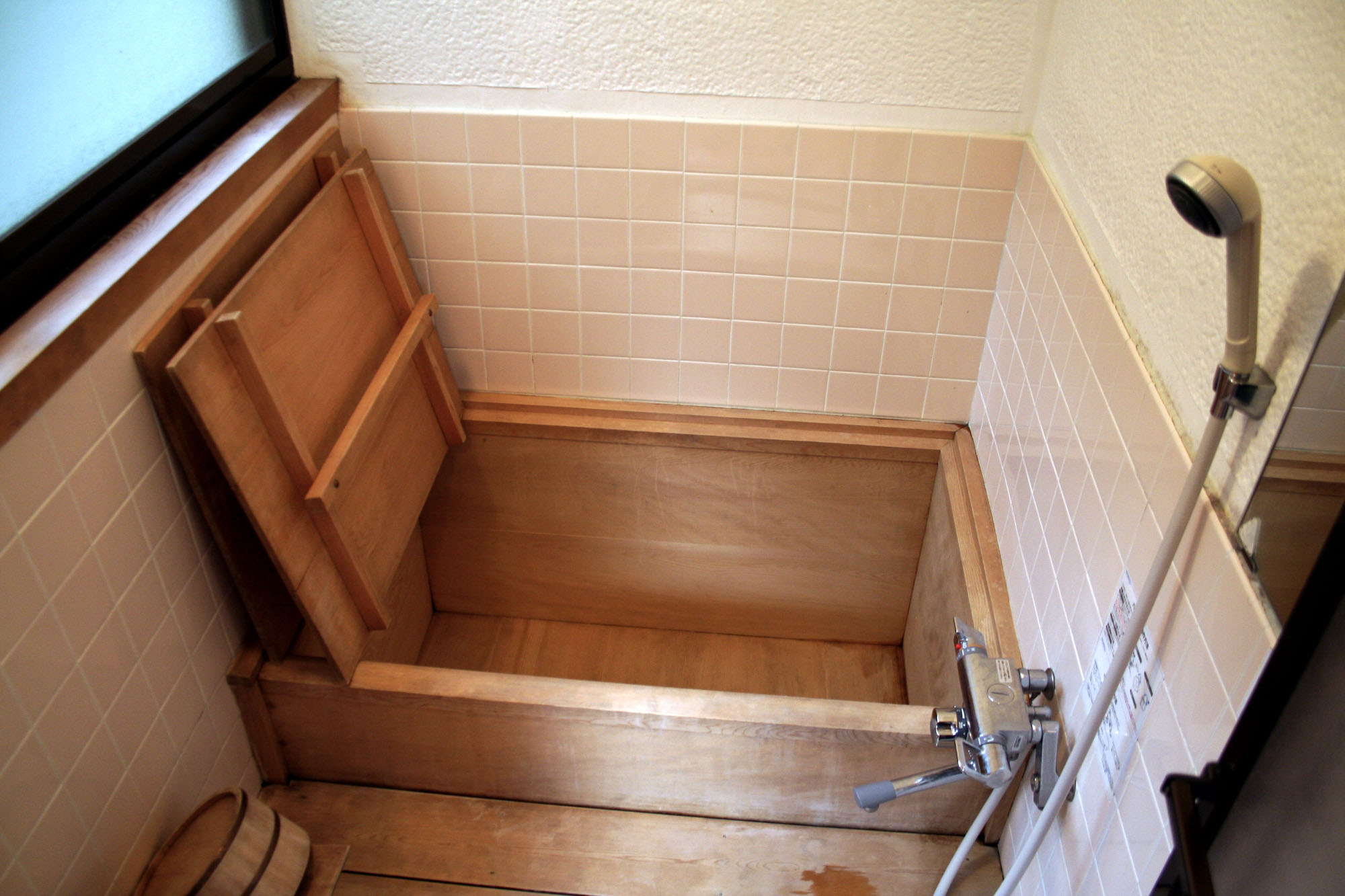
Vasca da bagno giapponese in legno.
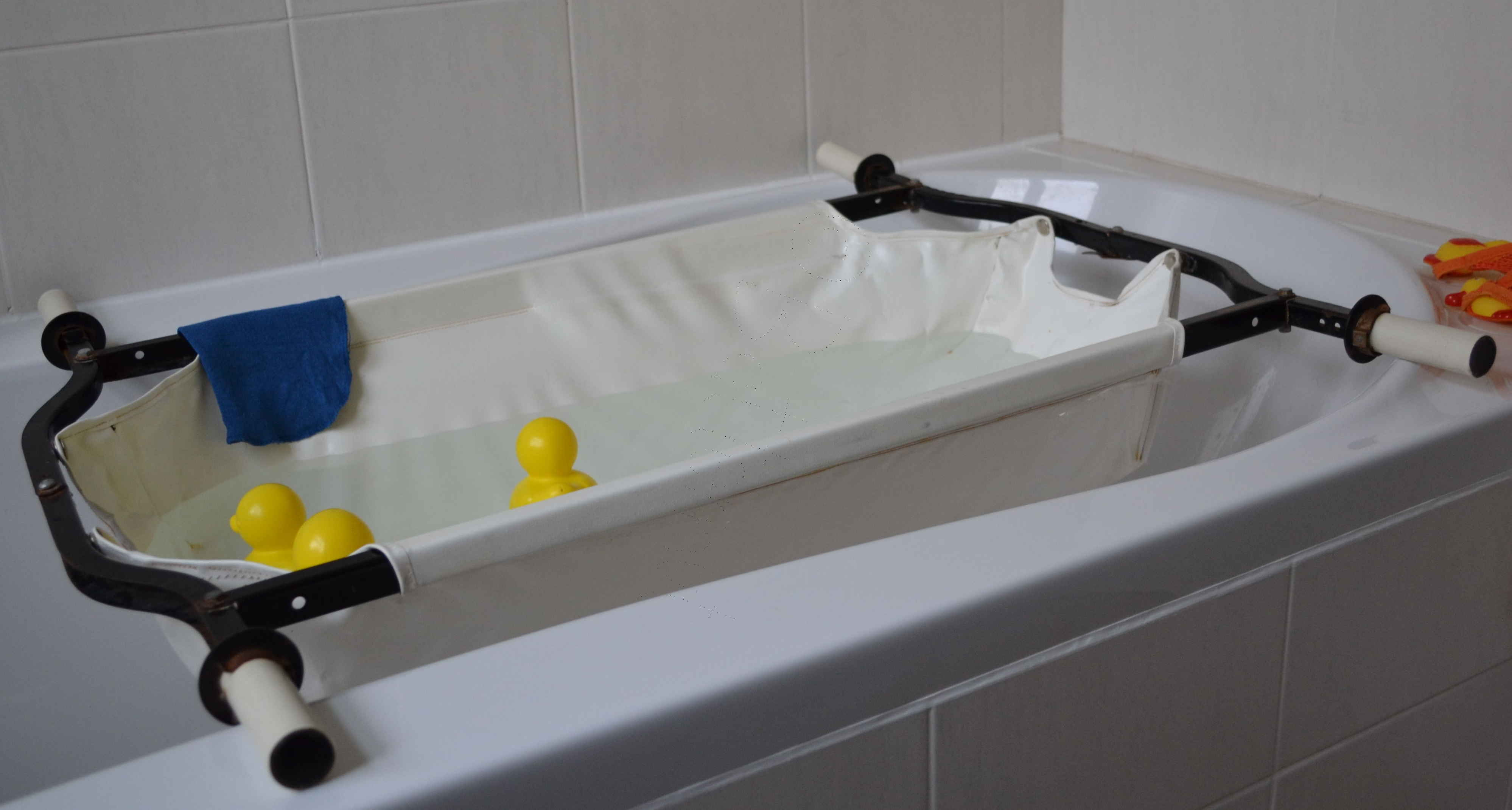
Vasca da bagno per neonati degli anni 1950 ("The Poppet").
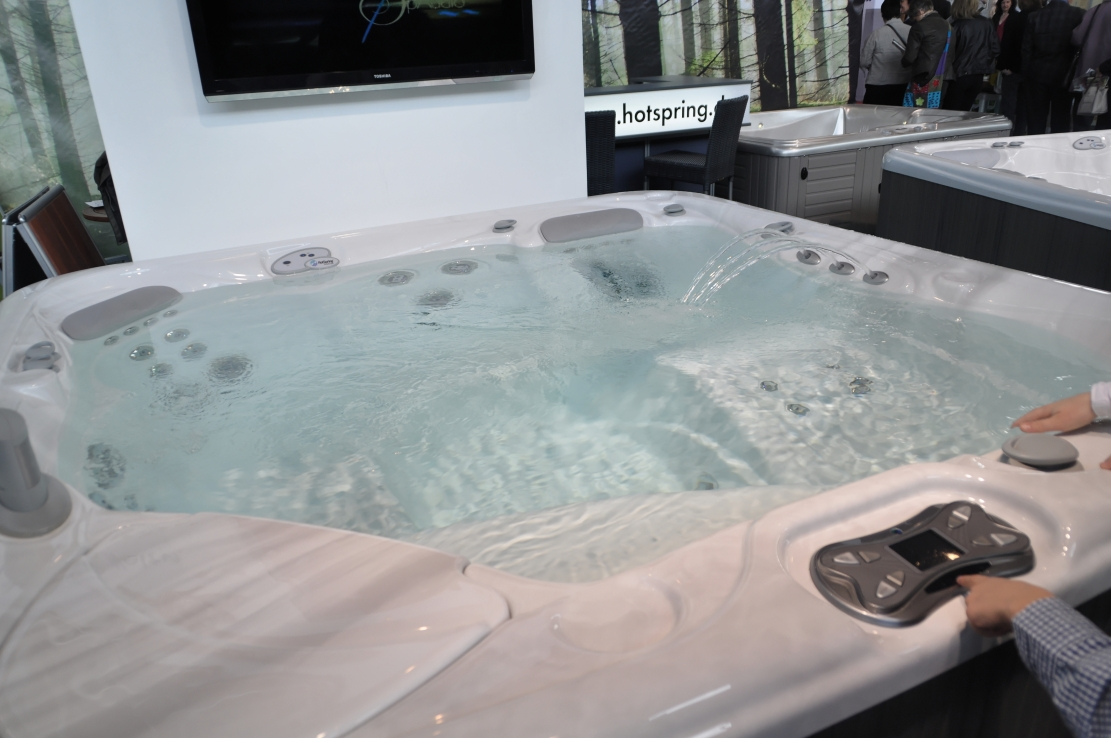
Vasca idromassaggio

## Idraulica
Nei moderni edifici collegati alla rete idrica e alla rete fognaria, associata alla vasca da bagno possiamo trovare rubinetteria esterna o interna o bordo vasca, e il sistema di tappatura e scarico.

## Pro e contro
| PRO                                                                                 | CONTRO |
| ----------------------------------------------------------------------------------- | --- |
| Più agibile e pratica nel caso si abbiano bambini piccoli a cui fare il bagno       | Maggiore spazio di installazione richiesto |
| Maggiore relax data la posizione distesa                                            | Maggiore dispendio di acqua e di conseguenza maggior costo in bolletta                                                                           |
| Maggiore benessere nel caso si soffra di lesioni o infiammazioni o dolori muscolari | Maggiore difficoltà di ingresso e accessibilità nel caso di persone con difficoltà a deambulare se la vasca non ha un ingresso apribile apposito |